# Radowe dziewczyny

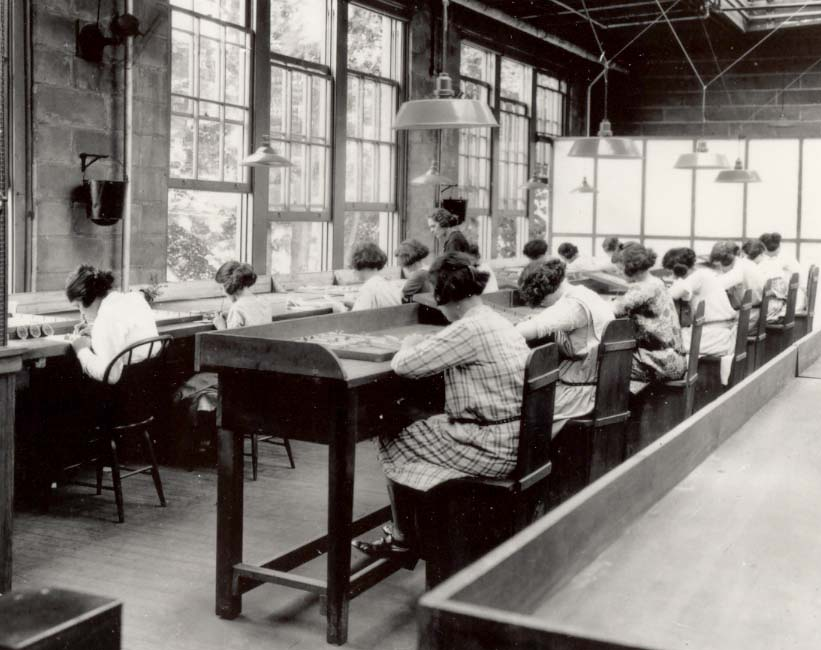
„Radowe dziewczyny” podczas pracy w fabryce USRC w Orange, ok. 1922

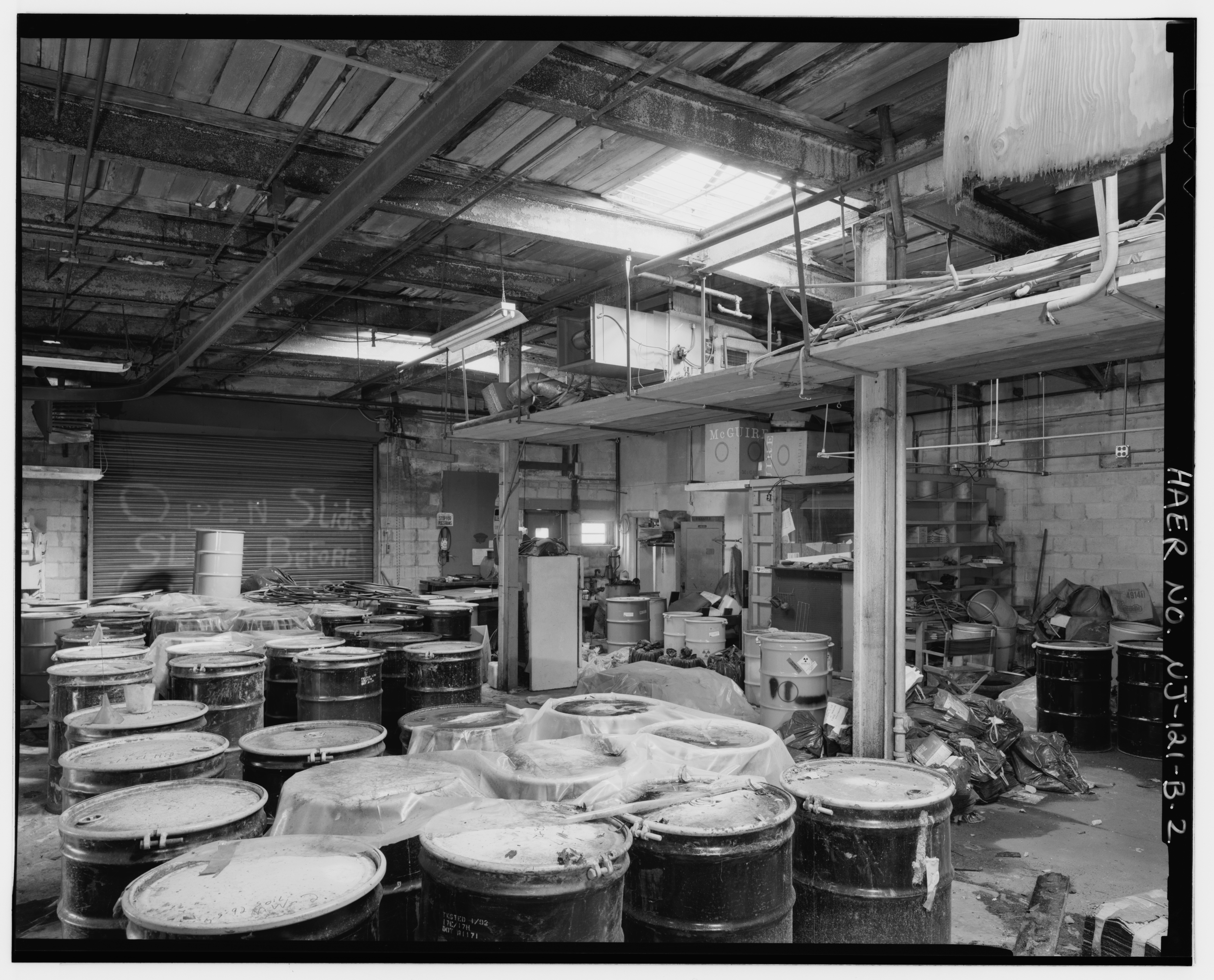
Pracownia ekstrakcji radu USRC w Orange

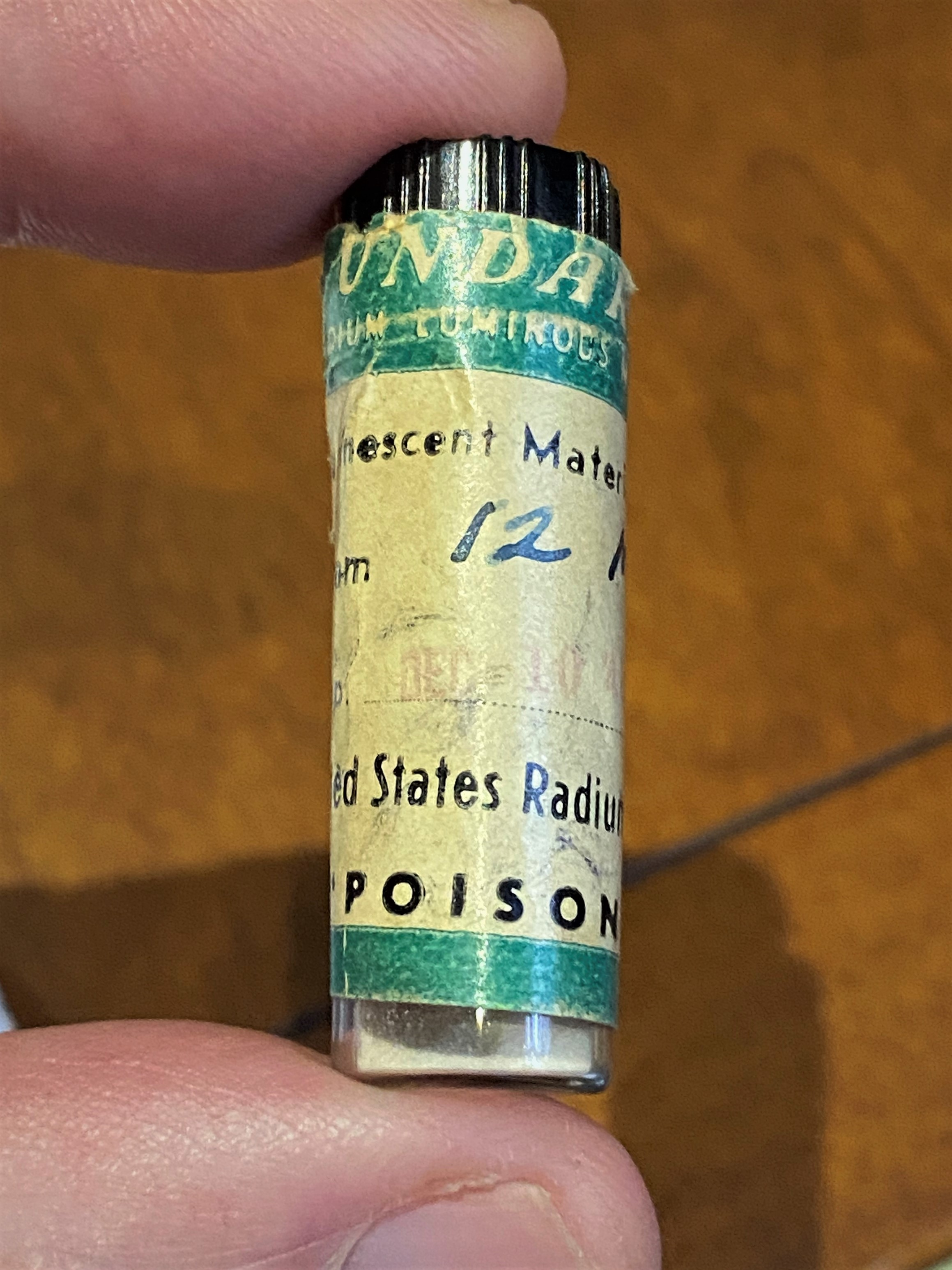
Fiolka farby Undark produkowanej przez USRC

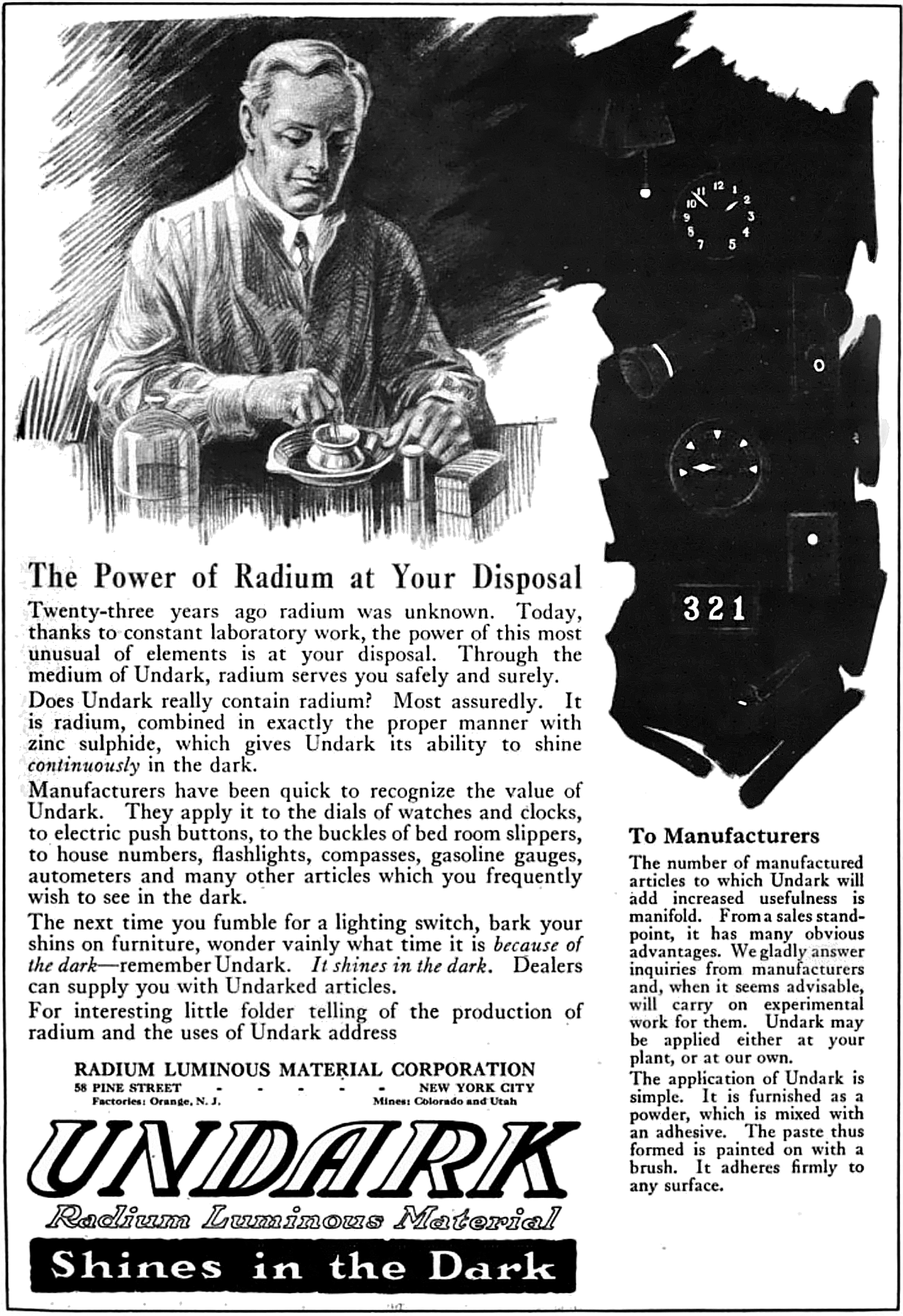
Reklama farby Undark (1921)

Radowe dziewczyny (ang. Radium Girls) – potoczny termin zaproponowany przez prasę amerykańską na określenie grupy robotnic zatrudnionych od około 1916 do lat 30. XX wieku w fabrykach przedsiębiorstw United States Radium Corporation, Radium Dial Company i innych, mniejszych firmach. Pracownice te przy pomocy pędzelków, nanosiły farby zawierające rad na elementy zegarków i innych sprzętów. Wiele z nich nabawiło się chorób popromiennych, niejednokrotnie skutkujących śmiercią. Największe fabryki znajdowały się w Ottawie w stanie Illinois i Orange w stanie New Jersey.
Pracownicom fabryk, nieświadomym zagrożenia zdrowotnego wynikającego z kontaktu z promieniotwórczą farbą, nie zapewniano środków ochrony przed dostaniem się radu do organizmu, a władze firm przez wiele lat lekceważyły widoczne pogarszanie się ich zdrowia.
Określenie „radowe dziewczyny” po raz pierwszy pojawiło się w prasie opisującej głośny proces, wytoczony USRC przez pięć byłych pracownic zakładu w Orange. Sprawa ta zakończyła się ugodą pozasądową w 1928. Podobny proces wytoczony został wobec RDC; trwał on przez kilka lat, a oskarżona firma zmuszona została ostatecznie do wypłacenia odszkodowań w 1938.
Liczbę kobiet, które zajmowały się ręcznym malowaniem z użyciem farb zawierających rad, w USA do końca lat 40. szacuje się na ok. 4000, w tym ok. 2000 w okresie do roku 1927; liczba poszkodowanych i zmarłych w wyniku napromieniowania jest trudna do ustalenia.
Sprawa stała się przyczynkiem do zmian prawodawstwa stanowego, mających na celu zapobiegnięcie podobnym problemom, spowodowała również szybki wzrost wiedzy medycznej na temat szkodliwości radu, zaostrzenie zasad bezpieczeństwa pracy i przyczyniła się do spadku popularności produktów pseudomedycznego rynku radowego, tzw. radioactive quackery.

## United States Radium Corporation

### Działalność firmy
Założona w 1916 firma Radium Luminous Material Corporation (od 1921 US Radium Corporation – USRC) zajmowała się wydobyciem rudy karnotytu, z której pozyskiwano rad, służący do produkcji luminescencyjnej farby o nazwie handlowej „Undark”. Rudę wydobywano w Paradox Valley w Kolorado i w kopalniach w Utah. Założycielem i pierwszym prezesem firmy był naukowiec pochodzenia austriackiego Sabin Arnold von Sochocky (1883–1928). Był on jednocześnie wynalazcą radowej farby, którą opracował w 1913 lub 1915. Współzałożycielem firmy był dr George Willis.
Firma RLMC była głównym dostawcą zegarków radioluminescencyjnych dla amerykańskiego wojska. Posiadała w Newark w stanie New Jersey fabrykę, w której, zależnie od okresu, od kilkudziesięciu do ponad trzystu kobiet zajmowało się między innymi powlekaniem farbą „Undark” tarcz zegarków i innych urządzeń. Poza zegarkami i zegarami, farby radowej używano też przy produkcji m.in. celowników, kompasów i przyrządów lotniczych, oraz w zdobnictwie i oznaczaniu mebli, np. siedzeń w salach teatralnych, a także zabawek. W 1918 około 95% radu wydobywanego w USA przeznaczano do produkcji świecącej farby.
Od czasu przystąpienia Stanów Zjednoczonych do wojny zapotrzebowanie na produkty RLMC znacznie wzrosło. W 1917 manufakturę przeniesiono z Newark do nowo postawionego budynku w pobliskim Orange. Popyt na produkty luminescencyjne spowodował, że w tym okresie fabryka w Orange pracowała na dwie zmiany przez 7 dni w tygodniu. W 1919 firma wyprodukowała ponad 2 mln zegarków luminescencyjnych. Popularność farby sprawiła, że firma zaczęła dystrybuować ją również bezpośrednio do konsumentów i do innych firm. Pozostałości rudy po ekstrakcji radu, podobne do morskiego piasku, firma sprzedawała jako wypełnienie do piaskownic lokalnych szkół i placów zabaw. W tym samym okresie mieszkańcy Orange zaczęli wyrażać niezadowolenie z działalności RLMC, skarżąc się m.in. na problemy zdrowotne; zwracano też uwagę, że pył z fabryki utrudnia oddychanie i osiada na rozwieszonym w okolicy praniu.
W 1921 firma zmieniła nazwę na United States Radium Corporation. Nowym właścicielem i prezesem został jej dotychczasowy skarbnik, Arthur Roeder. Za jego prezesury firma prosperowała, wypełniając zamówienia m.in. dla US Navy czy Army Air Corps. Od początku działalności do czasu pierwszych zgonów w USRC zdążyło się zatrudnić ponad 1000 kobiet. W 1926 Arthur Roeder przestał być prezesem firmy, a jego miejsce zajął Clarence B. Lee. Płace w USRC uważano za relatywnie wysokie, a samą pracę za mniej wyczerpującą i przyjemniejszą niż w innych branżach.

### Okoliczności sprawy „radowych dziewczyn”
Naukowe przesłanki dotyczące szkodliwości radu publikowano już co najmniej w 1906, a co najmniej od 1914 wiedziano, że rad kumuluje się w ludzkich kościach. Chemicy firmy i pracownicy ekstrakcji radu z rudy starali się unikać narażenia na jego działanie; podczas kontaktu z tym materiałem korzystali z ochronnych ekranów, masek i szczypiec. Mimo wiedzy o zagrożeniach obydwu właścicielom zdarzało się dotykać materiału gołymi rękoma. Korespondencja prowadzona między USRC a środowiskiem medycznym wskazuje na to, że władze firmy posiadały wiedzę o możliwej szkodliwości radu. Z kolei wiedza szerszych mas społecznych na temat nowo odkrytego pierwiastka była zgoła inna; w Stanach Zjednoczonych uważano go w owym czasie za nieszkodliwy, a nawet posiadający właściwości prozdrowotne; świadomość społeczna szkodliwości promieniowania była znacznie mniejsza niż w latach późniejszych. Dodatkowo publikowano badania naukowe, sugerujące, że rad w niewielkich ilościach ma właściwości lecznicze; publikacje te były często finansowane przez firmy działające w niszy radioactive quackery. W związku z tym do końca lat 20. ocena naukowa wpływu radu na organizm była niejednoznaczna, a zdania naukowców podzielone, choć już w latach 1916-1920 zdarzały się przypadki zgonów pracowników narażonych na kontakt z promieniowaniem.
Metodyka pracy w USRC wyglądała w ten sposób, że każda pracownica posiadała własny pojemnik, w którym rozrabiała farbę, a następnie za pomocą pędzelka z wielbłądziej sierści nakładała ją na te elementy zegarków, które miały świecić w ciemności. Jedna kobieta malowała średnio ponad 100 tarcz dziennie (najlepsze pracownice wykonywały nawet 250 tarcz dziennie), a płaca wynosiła mniej więcej półtora centa za tarczę. Przy odpowiednio zręcznej pracy dawało to pensję wielokrotnie wyższą niż przeciętna pensja robotnika. Pędzle traciły kształt po kilku pociągnięciach, toteż regułą było ich modelowanie przy pomocy ust i języka (metoda „poliż, zamocz, maluj”). Ponieważ kobiety pracujące w fabryce nie były świadome szkodliwości farby, zdarzało im się dla zabawy ozdabiać twarz, paznokcie czy zęby świecącym preparatem.
Około 1919 władze firmy wprowadziły zalecenie mówiące, aby zamiast dotychczasowej techniki, polegającej na modelowaniu pędzla przy pomocy ust, używać do tego kawałka tkaniny. Ta zmiana szybko została wycofana na rzecz poprzedniej praktyki. Dopiero pod koniec 1923 w fabryce w Orange zalecono unikać kontaktu pędzla z ustami, a w 1925 pojawiły się tablice informacyjne przestrzegające przed dotykaniem farby radowej.

### Choroba popromienna w fabryce w Orange
Jako jedna z pierwszych na swój stan zdrowia zwróciła uwagę pracownica fabryki Katherine Schaub w 1917; wraz z innymi robotnicami skonfrontowała się wówczas z naczelnikiem grupy, nazwiskiem Savoy, który jednoznacznie zapewnił, że materiał, na którym pracują, jest nieszkodliwy. Zapewnienia te powtórzyli później obydwaj właściciele firmy, Sochocky i Willis. Niepokojącą koincydencję problemów zdrowotnych wśród młodych mieszkanek Orange zauważyli też dentyści. Zwrócono uwagę na ból zębów, ich niestabilność, owrzodzenia dziąseł, niegojące się rany po ekstrakcji. W dalszej kolejności u kobiet pojawiły się anemie, łamliwość kości, martwice szczęki. Kobiety doświadczały również zahamowania miesiączki i bezpłodności.

#### Odkrywanie przyczyny
Pierwszą spośród „radowych dziewczyn”, która zmarła w wyniku choroby popromiennej, była Amelia Maggia w 1922. Lekarze początkowo wiązali stan kobiet z innymi przyczynami, wskazując jako winnego przede wszystkim syfilis. Kiedy testy na syfilis okazywały się negatywne, sugerowano zatrucie fosforem. Diagnozy te wynikały z podobieństwa objawów do popularnego wówczas phossy jaw, zespołu chorobowego wywoływanego przez zatrucie tym pierwiastkiem, a notowanego najczęściej wśród pracowników zatrudnionych przy produkcji zapałek w II poł. XIX i z początkiem XX wieku.
Około 1923 lokalny dentysta o nazwisku Barry, który próbował leczyć kilka pacjentek z Orange, nabrał pewności co do związku przypadłości z miejscem ich zatrudnienia; od tego momentu, choć nie znał dokładnej przyczyny choroby – podejrzewał zatrucie fosforem – stanowczo zalecał im porzucenie pracy przy zegarkach. Z początkiem 1924 jedna z chorych kobiet, Hazel Vincent Kuser, udała się do Nowego Jorku w celu przeprowadzenia bardziej szczegółowych badań. Tam złożyła wizytę u Theodora Bluma, jednego z najwybitniejszych przedwojennych amerykańskich chirurgów; Blum prędko powiązał stan Hazel Kuser z radioaktywnością. W 1924 opublikował on notkę w biuletynie American Dental Association, w której opisał badany przypadek wraz z poprawną diagnozą. Publikacja nie odbiła się szerszym echem w środowisku medycznym. Blum podjął jednak współpracę z Wiley z Consumers League w celu wyjaśnienia sprawy. Lekarz ten jako pierwszy użył terminu radium jaw (pol. radowa szczęka) na określenie nowej choroby zawodowej, jaką była radowa martwica kości szczęki.
W tym czasie społeczeństwo Orange domyślało się już związków pomiędzy tajemniczymi chorobami a fabryką zegarków, toteż USRC miało coraz większe problemy ze znalezieniem chętnych do pracy. Stanowczo odrzucało jednak tezę, że stan pracowników wynika z ich kontaktów z radem. Jeden z doktorów zajmujących się chorymi kobietami, nazwiskiem Allen, poinformował Industrial Hygiene Division o podejrzeniach związanych z fabryką w Orange, co poskutkowało inspekcją w grudniu 1922. Sprawą zainteresował się również dentysta, który leczył zmarłą w 1922 Amalię Maggia, Joseph Knef. Zauważył on, że fragment szczęki zmarłej, który przechowywał w szufladzie w swoim gabinecie, całkowicie prześwietlił leżące obok klisze rentgenowskie. Podobny fenomen zauważył dr Humphries z Orange Orthopedic Hospital, badając aparatem rentgenowskim jedną z chorych. Z czasem więcej lokalnych lekarzy, zwłaszcza dentystów, wiązało zachorowania kobiet z Orange z pracą w fabryce zegarków i gremialnie zalecało swoim pacjentkom rezygnację z pracy tam, z różnym skutkiem.
W 1923 Martin Szamatolski, chemik badający próbki farby z Orange, wykluczył możliwość zatrucia fosforem i wyraził przypuszczenie, że winę za powtarzające się schorzenia kobiet może ponosić rad. Szamatolski podjął bezskuteczne starania o nagłośnienie sprawy i ograniczenie kontaktu pracownic z radem.
Latem 1925 nowym lekarzem powiatowym (Chief Medical Examiner) Essex County, któremu podlegało także Orange, został Harrison Martland. Do 1925 zmarło wiele kobiet pracujących w USRC, a także naczelny chemik firmy, dr Edwin E. Leman/Lemen. Rosnąca liczba zgonów skłoniła Martlanda do podjęcia śledztwa w tej sprawie. Przy asyście von Sochocky’ego zbadali przy pomocy elektrometru spopielone szczątki Lemana: wyniki wskazały na ich wysoką radioaktywność. W lipcu 1925 Martland i von Sochocky przeprowadzili podobne testy na jednej z żyjących jeszcze pracowniczek fabryki, Sarah Maillefer. Wykazały one jednoznacznie, że przyczyną dolegliwości jest obecność radu w organizmach chorych. Po śmierci Maillefer, Martland przeprowadził dokładną autopsję, na podstawie której oszacował, że w ciele denatki znajdowało się około 180 mikrogramów radu.
W owym czasie były współwłaściciel George Willis, który odsprzedał swoje udziały w firmie, sam zaczął chorować w wyniku kontaktu z radem, i opublikował na temat możliwej szkodliwości pierwiastka notkę w „Journal of the American Medical Association”.

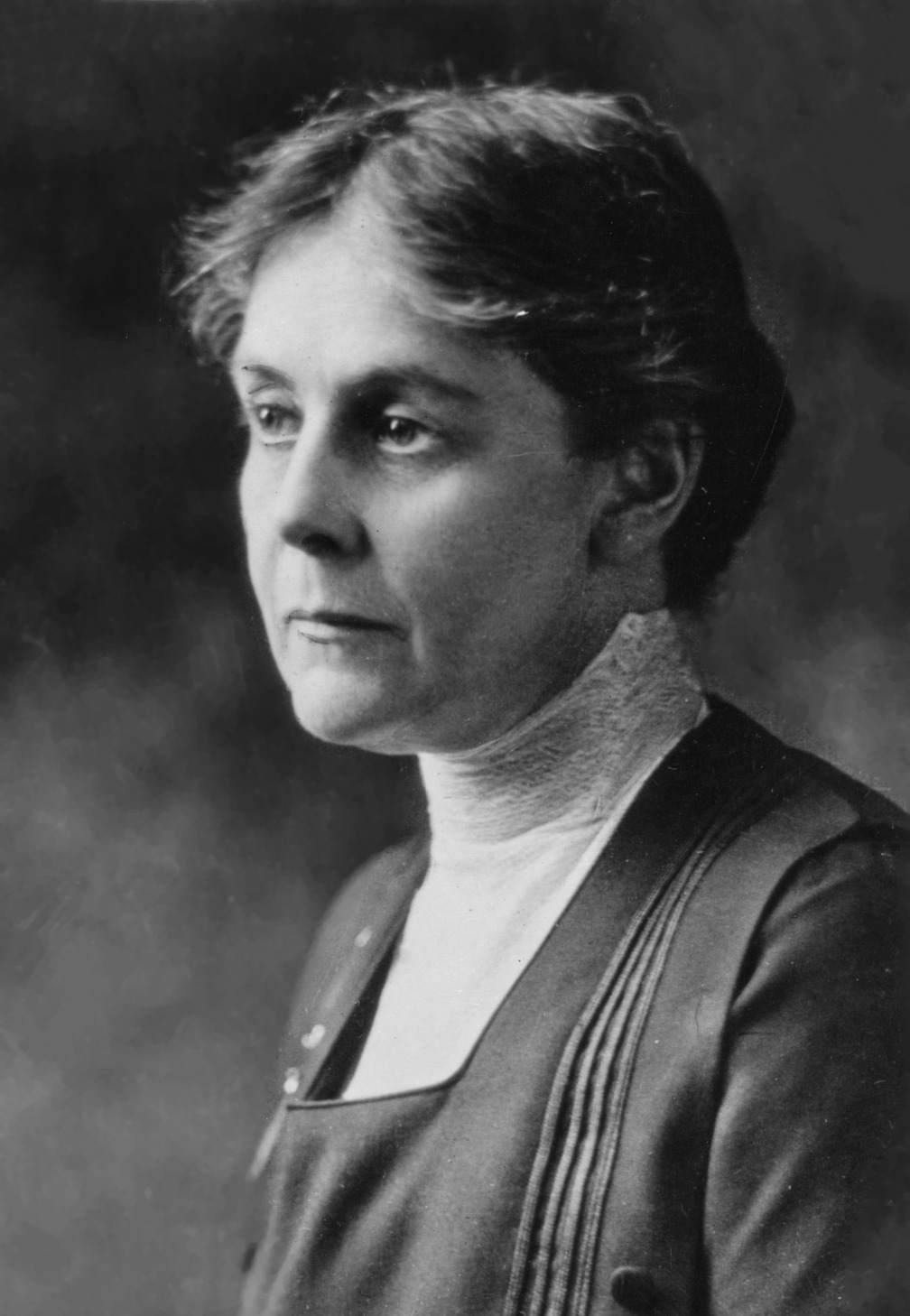
Alice Hamilton

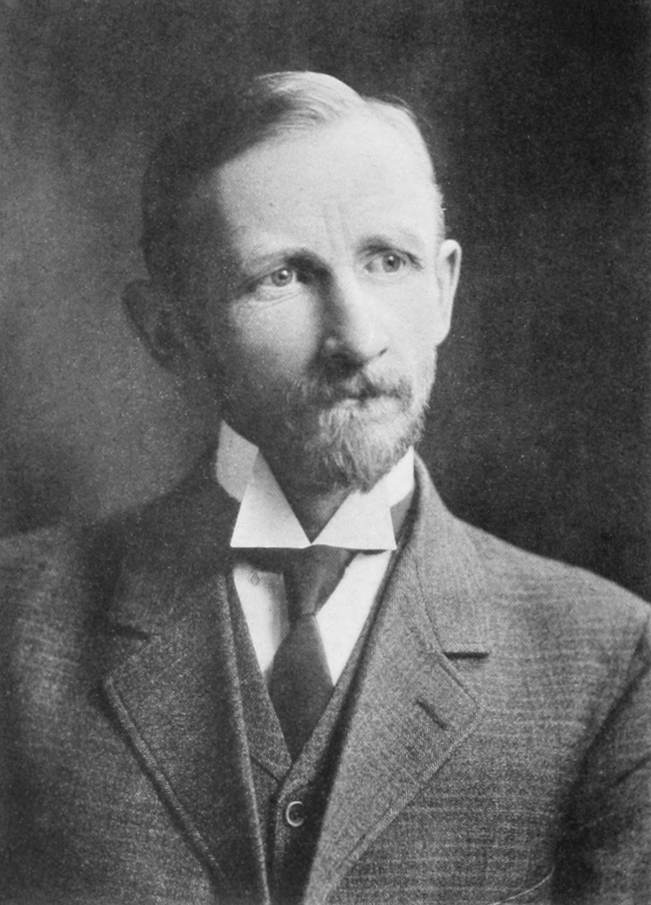
Frederick Hoffman

W dochodzenie zaangażowała się także Katherine Wiley z National Consumers League (jedna z kilku organizacji pracujących na rzecz poprawy warunków pracy w USA), która starała się pomóc kobietom i ich rodzinom w uzyskaniu odszkodowań. Pozyskała ona dla sprawy dwóch naukowców, Alice Hamilton oraz Fredericka Hoffmanna. W korespondencji z Hoffmannem w 1925 von Sochocky, który sam wówczas zmagał się już z chorobą popromienną, przyznał, że wynaleziony przezeń środek najprawdopodobniej jest szkodliwy, choć przez pewien czas obstawał przy stanowisku, że ilość radu w farbie jest zbyt niewielka, aby powodować skutki zdrowotne u pracownic. Hoffmann nagłośnił sprawę, wygłaszając na jej temat odczyt przed American Medical Association. W toku odczytu przedstawił mechanizm kumulowania się radu w kościach kobiet i szkodliwość procedury ręcznego malowania zegarków. Zarówno Hamilton, jak i Hoffman należeli do grona działaczy na rzecz poprawy warunków pracy robotników.

#### Wewnętrzne śledztwo USRC i raport Drinkera
Jeszcze w 1924, w związku z narastającą atmosferą skandalu, władze USRC rozpoczęły wewnętrzne dochodzenie. USRC zamówiła w Life Extension Institute badania, które nie wykazały związku pomiędzy chorobami kobiet a wykonywanym przez nie zawodem.
Równolegle zwrócono się o ekspertyzę do lekarza i założyciela Harvard School of Public Health, Cecila Kenta Drinkera. Wiosną 1924 Drinker złożył wizytę w fabryce USRC, na podstawie której wydał ekspertyzę wskazującą na wyraźną zależność między problemami zdrowotnymi kobiet a ich pracą – raport ten nie został z początku upubliczniony. Drinker wskazywał w nim rad jako jedyny składnik farby, który może powodować schorzenia, choć błędnie zakładał, że składnik dostawał się do organizmów kobiet przede wszystkim poprzez wdychanie oparów farby. Naukowiec korespondował później z władzami USRC, które, poza wprowadzeniem niewielkich zmian w sposobie nakładania farby, nie podjęły żadnych dalszych kroków. Kiedy Drinker podjął decyzję o samodzielnym upublicznieniu raportu, prawnicy USRC zagrozili mu wytoczeniem procesu. Mimo to Drinker opublikował go w sierpniu 1925, być może pod wpływem korespondencji z Frederickiem Hoffmanem, który poinformował go o swoim odczycie na ten sam temat.
Innym badaczem, do którego zgłosiła się USRC, był Frederick Flinn, profesor z Columbia University. Przez kilka następnych lat zajmował się on badaniem kobiet pracujących z radem. Jego badania były finansowane przez USRC, Waterbury Clock Company i Luminite Corporation, Flinn krytykował głosy opowiadające się za szkodliwością farby radowej dla pracownic USRC i innych firm. W 1926 lub 1927 opublikował studium, w którym wykazywał nieszkodliwość – lub znikomą szkodliwość – pierwiastka dla zdrowia. Później częściowo wycofał się z tych twierdzeń. Zeznawał podczas procesu w New Jersey na korzyść USRC. W toku sprawy poważnie podważono kompetencje Flinna, sugerując nawet, że wykonywał on zawód lekarza bez licencji – te oskarżenia nie przeszkodziły mu kontynuować kariery medycznej.

### Procesy przeciw USRC

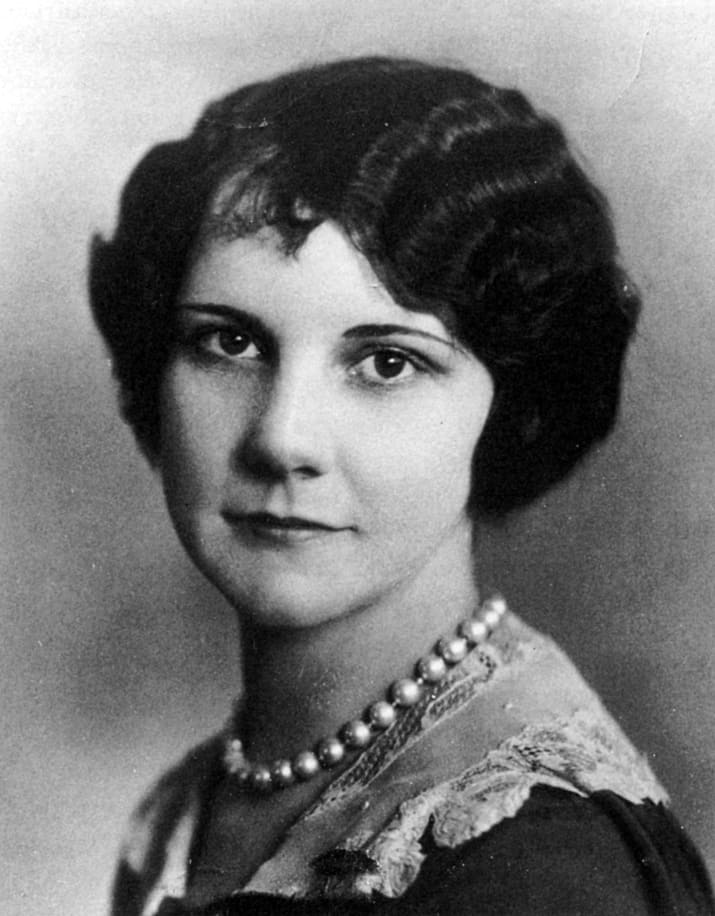
Grace Fryer

W lutym 1924 Grace Vincent, matka Hazel Kuser, jednej z kobiet zmarłych w wyniku choroby popromiennej, próbowała domagać się odszkodowania od USRC. Jednak w owym czasie prawo stanu New Jersey było skonstruowane w ten sposób, że w urzędzie do tego przeznaczonym, Workmen’s Compensation Bureau, nie dało się dochodzić praw do odszkodowania w wyniku zatrucia radem; nie figurowało ono bowiem na liście schorzeń zawodowych.
Jako pierwsza proces wytoczyła w lutym 1925 Marguerite Carlough, domagając od USRC odszkodowania w wysokości 75 tys. dolarów; sprawę przedstawiła w sądzie z ominięciem Worksmen’s Compensation Bureau. Jej przedstawicielem był prawnik Isidor Kalitsch. Później do oskarżenia dołączyła rodzina Hazel Kuser, domagając się 15 tys. dolarów. Sprawa zakończyła się w 1926 ugodą pozasądową: rodziny oskarżycielek (Margueritte zmarła w międzyczasie) otrzymały od USRC zadośćuczynienie pieniężne. Pieniądze wypłacono także rodzinie Maillefer.
W 1925, po odkryciach poczynionych przez Martlanda, Grace Fryer, Katherine Schaub i Quinta McDonald powzięły postanowienie o wytoczeniu procesu wobec USRC, jednak prawnicy, z którymi się kontaktowały, odmawiali współpracy, tłumacząc się przedawnieniem sprawy. Wiosną 1927 Grace Fryer odnalazła prawnika, który zgodził się przyjąć sprawę – był to Raymond Berry; w maju złożył on w jej imieniu oskarżenie, domagając się od USRC łącznie 250 tys. dolarów. Wkrótce do pozwu dołączyły Katherine Schaub, Quinta McDonald, jej siostra Albina oraz Edna Hussmann – wobec tej piątki zaczęto w prasie używać niekiedy określenia „radowe dziewczyny” (Radium Girls). USRC wynajęło prywatnych detektywów, którzy mieli za zadanie śledzić poczynania oskarżycielek.
Proces oficjalnie rozpoczął się w styczniu 1928. Jego przebieg utrudniał stale pogarszający się stan oskarżycielek; te, które stawiały się w sądzie na zeznania, były niejednokrotnie przykute do łóżka. Proces był szeroko komentowany w prasie, między innymi w czasopiśmie „The World”. Obrońcy firmy argumentowali na rzecz zdrowotnych właściwości radu, podając za przykład działanie popularnej wówczas w Stanach wody radowej „Radithor”. Argumentom tym przeciwstawiał się wezwany na świadka doktor Martland. Po wysłuchaniu świadków sąd odroczył proces do września 1928, co spotkało się z nieskutecznym protestem Berry’ego, przestrzegającego, że oskarżycielki prawdopodobnie nie dożyją do następnej rozprawy.
Raymond Berry i Alice Hamilton skutecznie zabiegali o medialne nagłośnienie procesu; zachęcali kobiety do udzielania wywiadów prasie. Wraz z tokiem procesu temat nabierał rozgłosu. Prawnicy USRC, chcąc w związku z rosnącą popularnością sprawy „radowych dziewczyn” jak najszybciej zakończyć proces, zaoferowali w ramach ugody pozasądowej wypłacenie po 10 tys. dolarów każdej z poszkodowanych – te jednak odrzuciły tę propozycję. Po dalszych negocjacjach ostatecznie zawarto ugodę, na podstawie której każdej z „radowych dziewczyn” wypłacono 10 tys. dolarów i zapewniono roczną rentę w wysokości 600 dolarów. Ponadto firma zobowiązała się pokryć koszty sądowe i rachunki medyczne.
W 1929 Barry, reprezentując inną poszkodowaną, Mae Canfield, zdołał osiągnąć podobne porozumienie na jej rzecz – tym razem firma zobowiązała się wypłacić 8 tys. dolarów odszkodowania; jedna z klauzul porozumienia stanowiła, że prawnik oficjalnie zrezygnuje z podejmowania kolejnych spraw przeciwko USRC.

### Dalsza działalność USRC
USRC nie zaprzestała swojej działalności po procesach; zegarki radowe wciąż cieszyły się dużym popytem, ponadto firma współpracowała m.in. z producentem wody radowej Radithor, któremu dostarczała oczyszczonego pierwiastka. Z początkiem lat 30., wraz ze wzrostem świadomości społecznej na temat radu, rynek produktów radowych załamał się, a sprzedaż zegarków luminescencyjnych gwałtownie spadła. W sierpniu 1932 USRC wystawiła fabrykę w Orange na sprzedaż. W 1935 firma wygrała w sądzie w New Jersey proces wytoczony jej przez męża byłej pracownicy, Irene la Porte. Sąd orzekł, że w świetle wiedzy o działaniu radu z 1917, firma nie dopuściła się przewinień wobec zatrudnionej. Wybuch II wojny światowej wywołał skokowy wzrost zapotrzebowania na zegarki luminescencyjne, a USRC zwiększyła zatrudnienie szesnastokrotnie w porównaniu ze stanem sprzed wojny, wówczas jednak rygor obchodzenia się z farbą radową był już znacznie zaostrzony.
W 1979 US Environmental Protection Agency wykryła, że działalność USRC w Orange doprowadziła do skażenia ponad 200 akrów okolicznych gruntów, narażając na niebezpieczeństwo około 750 znajdujących się tam domostw. W 1998 firma będąca prawnym następcą USRC została w wyniku tego zmuszona do wypłaty odszkodowań opiewających na około 14 milionów dolarów. Niezbędna dekontaminacja terenów poprzemysłowych na terenie stanów New Jersey i Nowy Jork została przeprowadzona na koszt państwa, a jej koszt wyniósł ponad 140 milionów dolarów.

## Radium Dial Company

### Działalność firmy
Firma Radium Dial Company rozpoczęła działalność w 1917, a ok. 1922 założono fabrykę przedsiębiorstwa w Ottawie w stanie Illinois. Prezesem firmy był Joseph A. Kelly. Podobnie jak w przypadku USRC, jej główną działalnością było malowanie cyferblatów zegarów i zegarków. Największym klientem zakładu była firma Westclox Corporation z Illinois. Tak jak w USRC, w RDC do pracy z farbą promienną zatrudniano głównie młode kobiety, a w fabryce stosowano bardzo podobną metodykę. Firma w szczytowym okresie zatrudniała do malowania cyferblatów około 200 kobiet. Niektórym pracownicom pozwalano w ramach dodatkowego zarobku malować zegarki w domu. W 1925 zakład opuszczało 4300 cyferblatów dziennie. W 1926 Westclox sprzedało 1,5 miliona luminescencyjnych zegarków, wszystkie zaś były farbowane w RDC. W 1925 władze RDC, świadome kłopotów USRC, wprowadziły nową technikę, zastępując użycie pędzli szklanymi rurkami.
W 1925, w związku z nagłośnieniem przypadku Orange, Bureau of Labor Statistics wysłało do firmy inspektora, który miał zbadać panujące tam warunki pracy – w raporcie zauważył on, że kobiety pracujące w Ottawie wyglądają na zdrowe. W 1925–1926, kiedy właściciele dowiedzieli się o problemach prawnych USRC, zwolnili większość pracowników, a następnie przenieśli działalność do nowego zakładu. Właściciele firmy, świadomi już wówczas zagrożeń idących za kontaktem z radem, nie zrezygnowali jednak z ręcznej produkcji, wobec braku alternatywy. W 1934 dotychczasowy prezes firmy, Joseph Kelly, utracił władzę w firmie, w związku z czym założył w Ottawie konkurencyjne przedsiębiorstwo pod nazwą Luminous Processes. Około 1936 RDC przeniosło siedzibę z Ottawy do Nowego Jorku. Niektórzy naukowcy zajmujący się sprawą, m.in. Martland, wysuwali przypuszczenie, że szczególnie szkodliwa była farba zawierająca rad-228, o znacznie krótszym czasie połowicznego rozpadu niż rad-226 –  występował on m.in. w fabrykach USRC. Relatywnie wyższa szkodliwość dla zdrowia izotopu Ra-228 została później potwierdzona naukowo.

### Choroba popromienna w zakładach RDC
Pracownice Radium Dial zaczęły wykazywać oznaki zatrucia radem w latach 1926–1927 lub wcześniej; znane były też przypadki niewyjaśnionych zgonów zatrudnionych tam młodych kobiet. Wszystkie robotnice przekonywano o nieszkodliwości farby, przy której pracowały. Zdarzało się, że ciała i ubrania kobiet, opuszczających wieczorami zakład pracy, świeciły w ciemnościach; z racji tego mieszkańcy Ottawy przezywali je niekiedy ghost girls. W 1928 firma RDC przeprowadziła wewnętrzne dochodzenie, w ramach którego wykonano badania 67 kobiet pracujących w firmie. U 34 spośród nich wykryto skażenie radioaktywne – wyniki badań utajniono w trosce o ciągłość biznesu.
Proces w New Jersey odbił się szerokim echem, docierając również do lokalnej prasy w Illinois. Atmosfera napięcia sprawiła, że kobiety zatrudnione w fabryce nie chciały podejmować dalszej pracy. Firma Waterbury Clock Company zatrudniła wówczas Fredericka Flinna, którego zadaniem było badanie kobiet, przekonywanie ich o nieszkodliwości radu i względnie doprowadzanie do indywidualnych ugód przedsądowych. Wykupiła też w lokalnej gazecie reklamę, w której przekonywała o nieprawdziwości plotek na temat szkodliwości radu.

### Procesy przeciw RDC
Przedsądowe żądania byłych pracownic powtarzały się do połowy lat trzydziestych XX wieku. W 1934 część poszkodowanych złożyła zbiorowy pozew, domagając się od RDC rekompensaty w wysokości 50 tys. dolarów na osobę. Reprezentował je prawnik Jay Cook. Radium Dial reprezentowane było przez grupę prawników, którzy skutecznie przedłużali czas trwania procesu. W pierwszej instancji sąd nie znalazł przepisu mogącego stanowić podstawę dla odszkodowań i oddalił sprawę.
Równocześnie toczył się proces przed Illinois Industrial Commission, gdzie w imieniu poszkodowanych stawał prawnik Jerome Rosenthal. W 1937 Rosenthal zrezygnował z prowadzenia sprawy. Sprawę po nim zgodził się przejąć prawnik z Chicago, Leonard Grossmann, wyznaczając jedną z „radowych dziewczyn”, Catherine Donohue, jako główną skarżącą. W owym czasie RDC nie posiadała już żadnych nieruchomości w Ottawie; Industrial Commission zdołała zablokować jedynie depozyt w wysokości 10 tys. dolarów. W kwietniu 1938 IIC wydała orzeczenie na korzyść kobiet, uznając firmę za winną ich stanu: nakazał wypłacić najciężej poszkodowanej z kobiet, Catherine Donohue, ok. 5,5 tys. dolarów odszkodowania. Wyrok stanowił precedens dla kolejnych pozwów. Pełnomocnik reprezentujący interesy Radium Dial wniósł dwie apelacje, które zostały w lipcu 1938 odrzucone. Radium Dial odwoływała się jeszcze kilkukrotnie, doprowadzając sprawę aż do Sądu Najwyższego, który w 1939 postanowił nie uwzględniać apelacji i orzeczenia niższych instancji zostały utrzymane w mocy. Sprawa została okrzyknięta w gazetach jako „jedna z najbardziej spektakularnych batalii sądowych w obronie zdrowia pracowników przemysłu”.

### Dalsza działalność RDC
Korporacja RDC, pomimo wojennego renesansu popularności zegarków luminescencyjnych, zbankrutowała w 1943. W budynku dawnej fabryki w Ottawie przez pewien czas mieścił się magazyn wędlin. Ostatecznie budynek zamknięto w 1968. Po emisji reportażu na temat budynku, Radium City (1987), autorstwa Carole Langer, US Environmental Protection Agency podjęła się dekontaminacji gruntów w Ottawie.

## Skutki i oddźwięk

### Liczba ofiar
Liczbę kobiet, które zajmowały się ręcznym malowaniem z użyciem farb zawierających rad, w USA do końca lat 40. szacuje się na ok. 4000, w tym ok. 2000 w okresie do roku 1927; liczba poszkodowanych i zmarłych w wyniku napromieniowania jest trudna do ustalenia; w niektórych źródłach szacuje się je na „dziesiątki” bądź „setki”.

### Przemiany legislacyjne
Historia „radowych dziewczyn” wywołała znaczne skutki zarówno w sferze rozwoju medycyny, jak i ruchu na rzecz praw pracowniczych. W 1926, staraniem Katherine Wiley, radium necrosis (martwica radowa) została wpisana w stanie New Jersey na listę chorób zawodowych, za które można domagać się odszkodowania. Ustalono adresy ok. 120 firm amerykańskich, które wykorzystywały farbę radową w toku produkcji. W 1936 gubernator Illinois wprowadził poprawkę do Illinois Occupational Diseases Act, który od tej pory uwzględniał możliwość dochodzenia odszkodowań za zatrucie przemysłowe (industrial poisoning) podczas pracy. W następstwie sprawy normy bezpieczeństwa pracowników używających farby radowej uległy wyraźnemu zaostrzeniu. Wypracowane wówczas przepisy obchodzenia się z radem stanowiły później wzór obowiązujący amerykańskich naukowców zatrudnionych przy pracy z plutonem w ramach projektu Manhattan.
Okoliczności procesów były przyczyną wprowadzania nowych ustaleń prawa pracy regulujących zagadnienia chorób zawodowych. Osoby pracujące przy farbie radowej zaczęto informować o niezbędnych środkach ostrożności i wyposażać w sprzęt ochrony osobistej; unikano zwłaszcza bezpośredniego kontaktu ciała z farbą. Z początkiem lat 30. American Medical Association skreśliła rad z listy nowo wynalezionych lekarstw (New and Nonofficial Remedies), było to pokłosiem zarówno sprawy „radowych dziewczyn”, jak i śmierci Ebena Byersa.

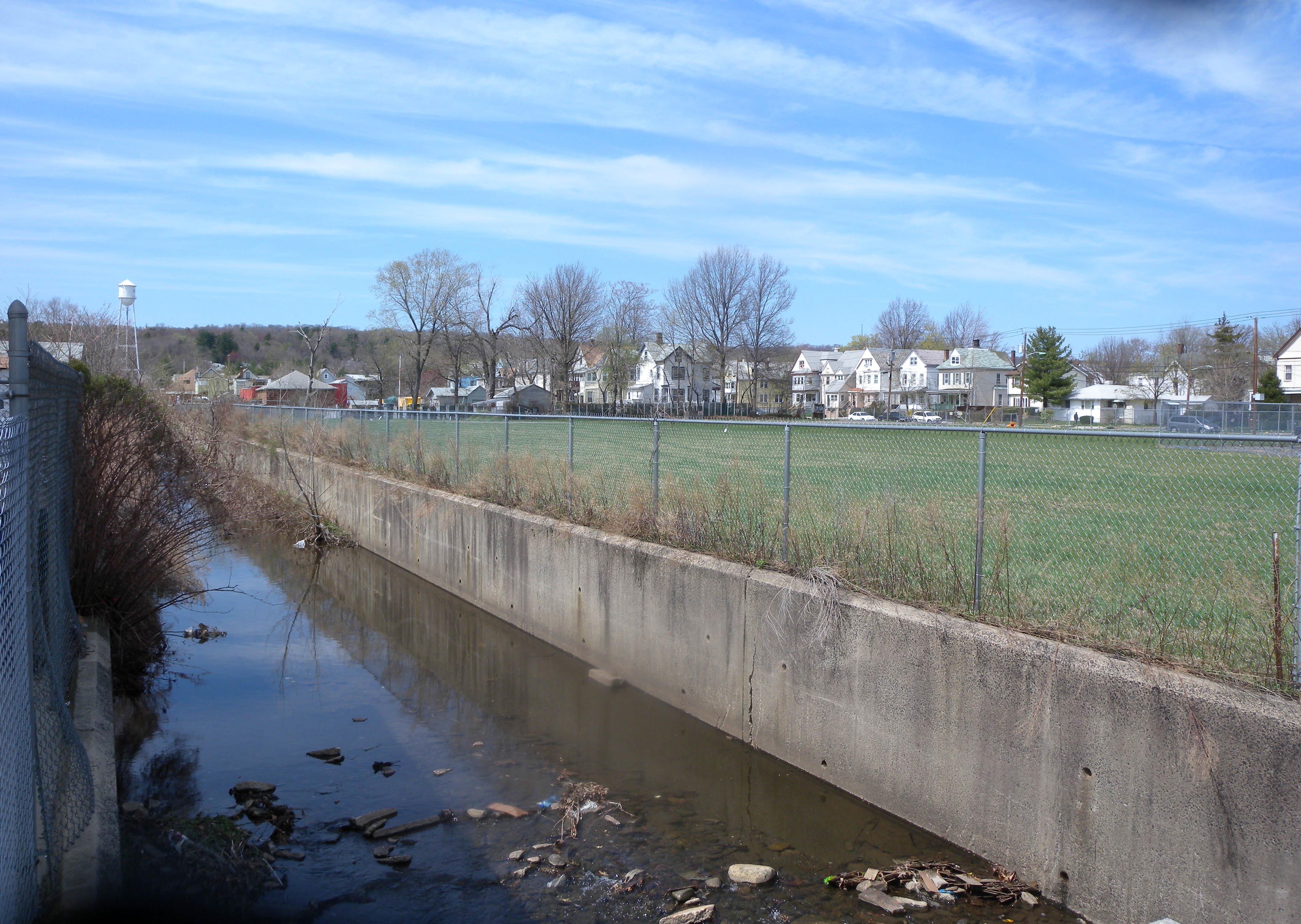
Dawny teren fabryki w West Orange, NJ

### Wpływ na naukę

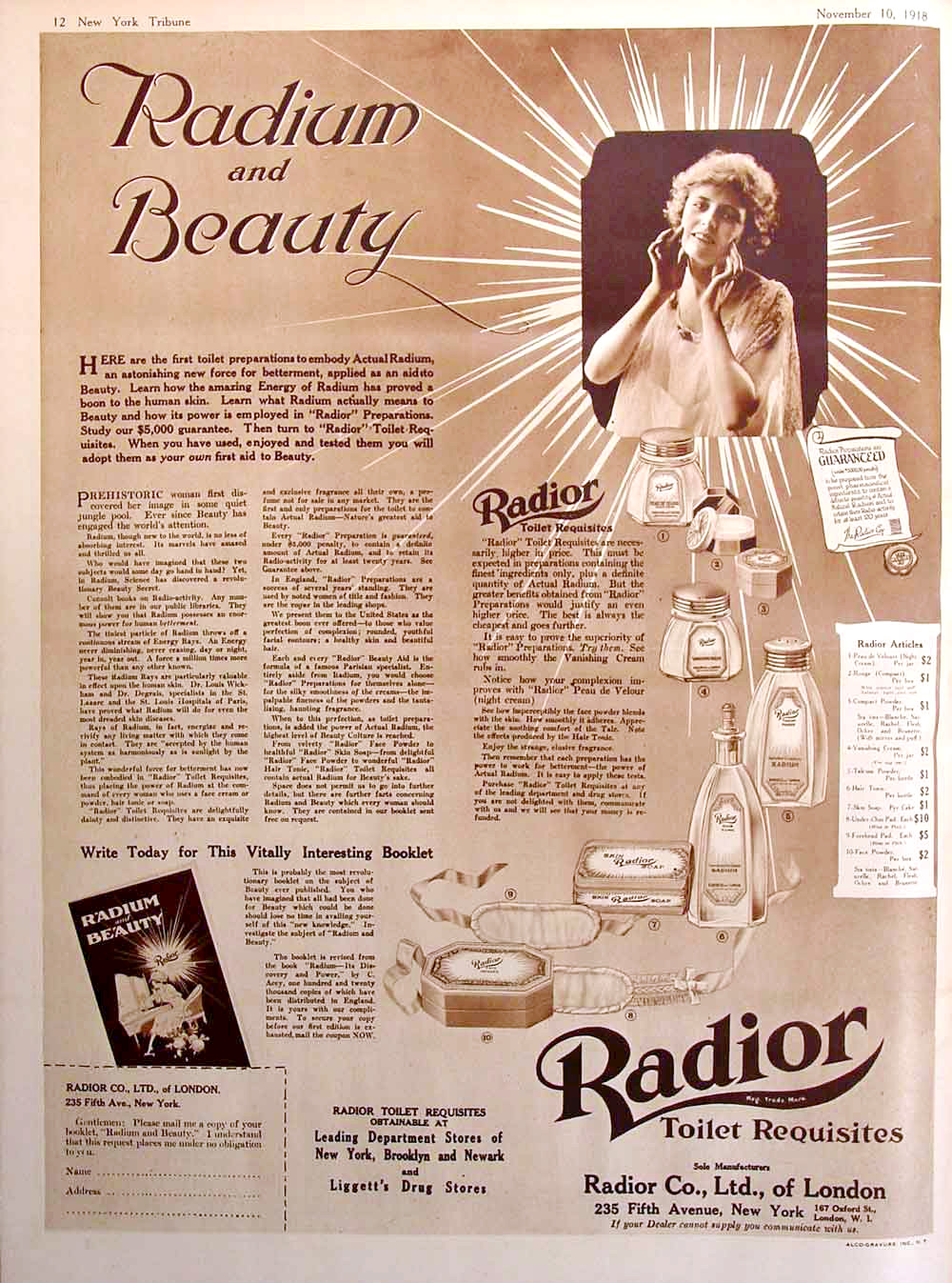
Plakat reklamujący kosmetyki z dodatkiem radu, 1918

Poszkodowane pracownice fabryk były jednymi z pierwszych osób w historii, które doświadczyły skutków wpływu materiałów promieniotwórczych na zdrowie. Tym samym ich historia stanowiła jeden z motorów powstania nowej dziedziny nauki, jaką była radiobiologia. Bezpośrednim następstwem sprawy były publikacje Hoffmana i Drinkera. Tych dwóch, oraz Martland, w późniejszych latach spierali się o to, komu z nich przysługuje tytuł odkrywcy nowej jednostki chorobowej, wówczas pobieżnie sklasyfikowanej jako zatrucie radem. Martland kontynuował badania naukowe w tej dziedzinie i opublikował szereg publikacji na temat zatrucia radem w następnych latach, m.in. dążąc do wyznaczenia dawki śmiertelnej pierwiastka. Równocześnie medialny rozgłos sprawy doprowadził do stopniowego upadku gałęzi przemysłu, jaką stanowiły suplementy diety, kosmetyki i inne produkty zawierające rad.
Już w grudniu 1928 medycy zaangażowani w sprawę „radowych dziewczyn” zorganizowali pierwszą ogólnokrajową konferencję naukową poświęconą najnowszym informacjom na temat radu. W spotkaniu uczestniczyli także przedstawiciele USRC i RDC. Choć w toku konferencji nie ustalono ostatecznie, że pierwiastek jest szkodliwy dla organizmu, to uznano konieczność przeprowadzenia dalszych badań w tym kierunku. Naukowiec Robley Evans dokonywał pomiarów skażenia radem byłych pracownic mających styczność z farbą radową; zebrane przezeń dane zostały wykorzystane w 1941 przez National Bureau od Standards przy ustalaniu dozwolonych poziomów tolerancji dla radu.
W 1968 założono Centrum Radiobiologii Człowieka przy Argonne National Laboratory. Jednym z głównych projektów prowadzonych w centrum było przeprowadzanie badań lekarskich na pozostałych przy życiu malarkach cyferblatów. Do 1993, kiedy projekt zakończono, zdołano zebrać szczegółowe informacje o ponad 1500 przypadkach. Badania te stanowiły podstawę monografii traktującej o wpływie radu na człowieka. W pracy skupiono się m.in. na określeniu szkodliwości poszczególnych izotopów radu. W książce wykorzystano dane pochodzące od malarek cyferblatów, ale też od osób narażonych na działanie radu w wyniku stosowania produktów medycznych zawierających rad oraz innych grup osób narażonych na działanie tej substancji .
Samą farbę radową wykorzystywano w produkcjach zegarów jeszcze do lat siedemdziesiątych. Firma Luminous Processes, założona przez byłego prezesa RDC, działała w Ottawie do 1978. Sabin Arnold von Sochocky zmarł na chorobę popromienną w 1928 w wieku 45 lat. Jedną z najdłużej żyjących – według niektórych źródeł ostatnią – spośród „radowych dziewczyn” była Mae Keane, która pracowała w fabryce Waterbury Clock Company przez cztery tygodnie, po czym została zwolniona z uwagi na kiepskie wyniki; zmarła w 2014.